# Dasychira hirayamae
Dasychira hirayamae är en fjärilsart som beskrevs av Matsumura 1927. Dasychira hirayamae ingår i släktet Dasychira och familjen tofsspinnare. Inga underarter finns listade i Catalogue of Life.